# 春木町 (和泉市)
春木町（はるきちょう）は、大阪府和泉市の中部地域にある町名。

阪和自動車道の岸和田和泉インターチェンジが近くにあり交通の利便性が高い。2014年（平成26年）には、徒歩圏内に大型ショッピングセンターであるコストコ和泉倉庫店とららぽーと和泉が開業し、他府県からも多くの来訪者が集まる地域となっている。また、観福寺には奈良時代の作とされる市内最古の弥勒菩薩坐像が安置されており、この像は市指定文化財に指定されている。歴史的な見どころとしても知られている。

## 地理
和泉市中部地域の南西部に位置し、周囲を内田町、松尾寺町、久井町、テクノステージ、あゆみ野、および岸和田市（稲葉町）と接している。

市内を南北に流れる松尾川が形成する松尾谷の南部にあたる。

### 河川・ため池
- 松尾川
- 東松尾川

## 歴史

### 沿革
かつての春木村は1605年（慶長10年）の和泉国絵図に見られる村名。

中世においては、春木庄の中心地であり、現在も所在する春日神社は、同庄の総鎮守社であった。

明治に入ると和泉郡春木村となり、1889年（明治22年）には和泉郡松尾寺村・春木村・久井村・若樫村・春木川村の合併により南松尾村が発足し、村域を「大字春木」に改称。「大字久井」に村役場を設置。その後、1896年（明治29年）に郡制の施行により泉北郡に属する。1956年（昭和31年）には和泉町、泉北郡北池田村・南池田村・北松尾村・南松尾村・横山村・南横山村の合併により和泉市が発足し「春木町」に改称。
- 1956年（昭和31年）09月01日 - 1町6村の合併により和泉市が発足。
- 2011年（平成23年）03月23日 - 観福寺の弥勒菩薩坐像が和泉市指定有形文化財に指定。
- 2017年（平成29年）03月31日 - 和泉市立南松尾中学校閉校。

## 住居表示
町内全域で住居表示は実施されていない。

## 人口統計

### 人口と世帯数
2024年（令和06年）09月末日現在の人口と世帯数は以下の通りである。
| 丁目   | 男    | 女    | 丁目計 | 世帯数  |
| ------ | ----- | ----- | ------ | ------- |
| 春木町 | 461人 | 476人 | 937人  | 420世帯 |

### 年齢別人口
2024年（令和06年）09⽉末⽇現在の年齢別人口は以下の通りである。
| 丁目   | 0-14歳 | 15-64歳 | 65歳以上 | 丁目計 |
| ------ | ------ | ------- | -------- | ------ |
| 春木町 | 135人  | 487人   | 315人    | 937人  |

※0-14歳は年少人口、15-64歳は生産年齢人口、65歳以上は老年人口を表す。

### 人口の変遷
国勢調査による人口の推移。
| 年                 | 人口  |
| ------------------ | ----- |
| 1995年（平成07年） | 1,105 |
| 2000年（平成12年） | 1,038 |
| 2005年（平成17年） | 988   |
| 2010年（平成22年） | 888   |
| 2015年（平成27年） | 838   |
| 2020年（令和02年） | 793   |

### 世帯数の変遷
国勢調査による世帯数の推移。
| 年                 | 世帯数 |
| ------------------ | ------ |
| 1995年（平成07年） | 296    |
| 2000年（平成12年） | 293    |
| 2005年（平成17年） | 297    |
| 2010年（平成22年） | 288    |
| 2015年（平成27年） | 300    |
| 2020年（令和02年） | 301    |

## 小・中学校の通学区域
市立小・中学校の通学区域は以下の通りである。
| 丁目   | 街区 | 小中一貫校                 |
| ------ | ---- | -------------------------- |
| 春木町 | 全域 | 和泉市立南松尾はつが野学園 |

## 産業事業所数と従業者数
2021年（令和03年）現在の経済センサス調査による事業所数と従業員数は以下の通りである。
| 丁目   | 事業所数 | 従業員数 |
| ------ | -------- | -------- |
| 春木町 | 52箇所   | 364人    |

## 交通

### 鉄道
- 町内に鉄道路線や鉄道駅はない。

### 路線バス
- 南海バス光明池営業所管内[19]
  - 春木川線
- 停留所
  - 春木下山
  - 春木北口
  - 春木
  - 春日神社前

### 主な道路
高速自動車国道・一般国道・一般府道
- 阪和自動車道
- 大阪府道230号春木岸和田線
- 大阪府道226号父鬼和気線

市道
- 和泉市道唐国久井線（和泉市6号線）
- 和泉市道光明池春木線（和泉市4700号線）

## 施設

### 神社・仏閣・祭事
- 高野山真言宗観福寺[20] - 春木町1114
  - 和泉八十八ヶ所霊場第七十七番札所
- 春日神社[21][22]　- 春木町609-2
- 春木町新地車庫 - 春木町606

### 警察・消防・医療機関
- 消防団（第三分団春木班）[23]

### その他
- 春木町会館 - 春木町611

## 文化財

### 和泉市指定有形文化財（美術工芸品）
- 観福寺弥勒菩薩坐像[24][25][26]

### 大阪府指定天然記念物
- 春日神社のマキ[27][26]